# 유량 (동진)
유량(庾亮, 289년 ~ 340년)은 동진의 정치인이며, 자는 원규(元規)이다. 영천군 언릉현(鄢陵縣) 출신이며, 동생은 명목황후(明穆皇后) 유문군(庾文君)이다.

## 생애
서진 시대에 명문 귀족 집안에서 태어났으며, 젊었을 때부터 수려한 외모와 위엄 있는 풍채, 청담의 명수로 유명세를 떨쳤다. 이후 팔왕의 난과 영가의 난으로 중원이 전란에 휩싸이자, 가족들과 함께 회계로 이주하였다.
이후 낭야왕(琅邪王) 사마예가 진동장군(鎭東將軍)에 오른 뒤 건강으로 부임한 뒤 유량의 여동생 유문군(庾文君)을 아들 사마소에게 시집보냈으며, 사마예가 황제가 된 이후 급사중(給事中)·황문시랑(黃門侍郞)·산기상시(散騎常侍)를 역임한 뒤 왕돈(王敦)의 추천으로 중령군(中領軍)이 되었다. 322년 사마소가 즉위하자 유량을 중서감(中書監)에 임명하려고 하였으나, 유량은 표를 올려 이를 고사하였다.
그 뒤 325년 사마소가 세상을 떠나자 왕도(王導)와 함께 유언을 받들어 사마연을 보좌했으며, 중서령(中書令)에 올랐다. 하지만 사마소의 사후 공신들의 논공행상 당시 조약(祖約)의 원한을 사게 되었으며, 왕돈의 반란을 평정한 공을 세운 소준(蘇峻)을 제거하기 위해 건강으로 부르려다 계획이 발각되어 소준은 조약과 연합한 뒤 소준의 난을 일으켰다. 유량은 반란군에게 패배해 동생 유익(庾翼) 등과 함께 석두성(石頭城)에서 탈출해 평남장군(平南將軍)·강주자사(江州刺史)인 온교(溫嶠)를 의지했으며, 온교의 조언으로 무창(武昌)에서 주둔하던 정서대장군(征西大將軍)·형주자사 도간(陶侃)에게 구원을 요청하였다. 도간은 아들 도첨(陶瞻)이 소준에게 살해당한 것을 명분으로 유량과 협력하였으며, 소준이 거주하는 석두성을 공격해 329년 반란이 평정되었다.
소준의 난 토벌 이후 반란이 일어난 책임을 지고 중서령을 사직했으며, 후임에 동생 유빙(庾冰)을 천거한 뒤 스스로 평서장군(平西將軍)·예주자사를 맡아 무호(蕪湖)에 주둔하며 북방의 방어에 전념하였다. 이후 334년 도간이 사망하자 그의 후임으로 정서대장군(征西大將軍)·형주자사를 역임해 서부군단(西府軍團)을 지휘했으며, 북부군단(北府軍團)을 통솔하던 치감(郗鑒)에게 편지를 보내 함께 조정에서 왕도를 몰아내자고 하였으나 치감이 반대하여 거병을 실행하지 않았다.
그 뒤 후조의 석륵이 사망하자 주둔지를 양양(襄陽)으로 옮겨 북벌을 꾀하였으나, 339년 북벌의 거점 역할을 하던 주성(邾城)이 후조의 석호(石虎)에 의해 함락되면서 무산되었고 유량은 이에 책임을 지고 스스로를 안서장군(安西將軍)으로 강등시켰다. 같은 해 왕도가 사망하자 조정에서 유량을 사도·양주자사·녹상서사(錄尙書事)로 임명해 수도로 불러들이려 하였으나 유량은 이를 사양하였고, 이듬 해인 340년 사망하였다. 사후 태위로 추증되었으며, 시호는 문강공(文康公)이다. 서부군단은 동생인 유익이 물려받았으며, 345년 유익의 사망 이후 환온(桓溫)이 이를 계승하였다.